# أرض الليل
أرض الليل (بالإنجليزية: The Night Land)‏ هي رواية رعب كلاسيكية بقلم وليم هوب هودسون، نشرت لأول مرة في عام 1912. وتعتبر بين أعمال الخيال من صنف الأرض الميتة. كما نشر هودجسون نسخة أقصر من الرواية بعنوان حلم إكس (1912).
اكتسبت الرواية أهميتها بعد إحيائها من قبل دار بالانتاين، والتي نشرت العمل في جزأين على المجلدين 49 و 50 في سلسلة بالانتاين لأدب الشباب في يوليو 1972.
وصف لافكرافت في مقاله "رعب الخوارق في الأدب" هذه الرواية بأنها "إحدى أقوى القطع في أدب الرعب على الإطلاق". كتب كلارك أشتون سميث أنه "في الأدب كله، هناك عدد قليل من الأعمال اللافتة للنظر والمبدعة بحق، مثل أرض الليل، ومهما كانت أخطاء هذا الكتاب، مثل طوله المفرط، فإنه يثير إعجاب القارئ بوصفه ملحمة نهائية عن هلاك الكون”.
في زمن كتابة هذا الكتاب، لم تكن طبيعة مصدر الطاقة التي تغذي النجوم معروفة: نشر لورد كلفن حسابات مبنية على فرضية أن الطاقة تأتي من انهيار جاذبية سحابة الغاز التي شكلت الشمس، ووجد أن هذه الآلية أعطت الشمس مدى حياة يبلغ بضع عشرات من ملايين السنين. وانطلاقا من هذه الفرضية، كتب هودجسون رواية تصف زمنا نحو ملايين السنين في المستقبل، عندما تصبح الشمس مظلمة.